# Jules Duprato
Jules Duprato, né le 20 août 1827 à Nîmes et mort le 20 mai 1892 à Paris 9e, est un compositeur français.
Il offre, selon Pougin, un exemple frappant de la malchance qui peut poursuivre un musicien dramatique, en dépit de son talent, lorsqu’il est mal servi par ses collaborateurs, et que les livrets qui lui sont confiés sont dépourvus des qualités qu’exige impérieusement la scène.

## Biographie
Fils naturel de Césarine Dupato, originaire de Metz, Duprato est emmené, à trois ans, chez sa grand-mère, Marie-Catherine Guiraud, à Bordeaux, où il entre, à ses dix ans, comme petit commis chez un marchand de musique, grâce à la recommandation de son oncle, familier par sa profession, avec le monde des théâtres et des éditeurs. Cette activité précoce vaut de savoir la musique sans avoir besoin de l’apprendre. Frappés de ses aptitudes exceptionnelles, tous ceux qui l’approchaient recommandant de l’envoyer au Conservatoire de Paris en lui prédisant qu’il y réussirait, son oncle l’envoie dans la capitale, alors qu’il a quatorze ans.
Admis au concours au Conservatoire de musique et de déclamation, il obtient un accessit d’harmonie en 1844 et le second prix en 1845. Il passe alors dans le cours de composition d’Aimé Leborne, tout en subvenant à son existence avec les 33 francs par mois que lui procure le pupitre de timbalier qu’il a obtenu à l’Ambigu. En 1847, il décroche un nouvel accessit. À la fin de l’année scolaire 1848, il se présente, âgé de moins de vingt-et-un ans, au concours de l’Institut de France, où il remporte, à sa première épreuve, le premier grand prix de composition musicale, le prix de Rome avec une cantate sur un poème de Jules Lacroix intitulé Damoclès, en juin 1848, en pleine révolution.
Installé à la villa Médicis, à Rome, il travaille d’arrache-pied, comme en témoignent ses nombreux et importants envois à l’Institut de France, et sa Messe solennelle est choisie pour être exécutée devant le Pape Pie IX. Une Symphonie de sa composition fait une telle impression qu’un éditeur se trouve pour la publier. Après avoir passé ses deux ans réglementaires à Rome, il visite les autres villes importantes de la Péninsule, et achève et perfectionne ensuite son instruction voyage en Allemagne, avant de rentrer définitivement en France et s’installer à Paris, qu’il ne devait plus quitter.
Ayant rapporté de Rome un acte que Michel Carré et Jules Lorin avaient tiré pour lui du conte de Paul de Musset, Les Trovatelles. Dans le livret nouveau, le héros est un ânier, d’où les titres successifs de l’Ânier, puis l’Ânier amoureux, que la pièce a successivement portés. Sous le titre définitif de les Trovatelles, cet opéra-comique est joué salle Favart, le 28 juin 1854, et reste constamment au répertoire pendant huit années, pour n’en disparaitre qu’à la révocation du directeur Beaumont, le 26 janvier 1862, après 107 représentations.
Après le succès des Trovatelles, son nom reparait sur l’affiche, le 2 juin 1856, avec un nouvel ouvrage, Pâquerette, dont les paroles étaient d’Eugène Grangé et La Rounat. Moins bien inspiré, il ne voit cet ouvrage connaitre que dix-sept représentations, la première année. Après deux brèves reprises, les deux années suivantes, elle est définitivement oubliée. Le 24 décembre 1856, il donne, aux Bouffes-Parisiens, une opérette M’sieu Landry, sur un livret Camille du Locle. la critique a unanimement loué ce petit ouvrage bien inspiré, qui a été le plus réussi de Duprato, et qui a été joué continûment pendant des décennies.
En 1859, il revient au théâtre de ses débuts, lorsque Nestor Roqueplan, alors directeur de l’Opéra-Comique, le charge d’écrire la musique de la cantate officielle du 15 aout 1859, sur un poème d’Henri Trianon. Mlle Wertheimer, à qui l’exécution en avait été confiée, a dû, contre l’usage en pareille circonstance, la servir au public deux jours de suite. Il a également écrit, en collaboration avec Offenbach sur un libretto de Sardou et de Roqueplan, sous le titre la Villa Médicis. Jamais monté, Cet ouvrage du directeur démissionnaire de l’Opéra-Comique, remplacé depuis le 18 juin 1860, est demeuré complètement inconnu.
Le 30 avril 1861, il donne à l’Opéra-Comique Salvator Rosa en 3 actes, sur un livret de Grangé et Trianon, interrompu à la onzième représentation. Malgré la verdeur et la puissance faisant beaucoup augurer de cette tentative dans le genre sérieux, qui était la première qu’il écrivait en trois actes, et qui révélait son talent de compositeur dramatique, la musique n’a pu sauver le poème. Malgré l’estime inspirée par la partition et le succès qu’elle a obtenu, la pièce, manquée dans son ensemble, a été oubliée. Beaumont le charge d’écrire la musique de la cantate officielle du 15 aout 1861, qui devait être exécutée à son théâtre, et qui a été interprétée par Troy, Crosti et Gourdin.
En 1862, le théâtre des Arts de Rouen, voulant représenter l’opéra, alors inconnu en France, même à Paris, la Bohémienne du compositeur irlandais Balfe, mais qui avait fait sensation en Allemagne et en Autriche, à Hambourg et à Vienne notamment, a chargé Duprato d’écrire les récitatifs et les raccords nécessités par l’adaptation française de cet ouvrage. Il composa même deux morceaux à l’intention de la mezzo-soprano Célestine Galli-Marié, qui interprétait le rôle principal. Il  a également écrit des récitatifs pour l’opéra-comique l’Illusion d’Hérold,, en vue de l’adaptation de cet ouvrage au genre de l’opéra et de sa représentation sur ce théâtre. Ce travail n’a pas été utilisé.

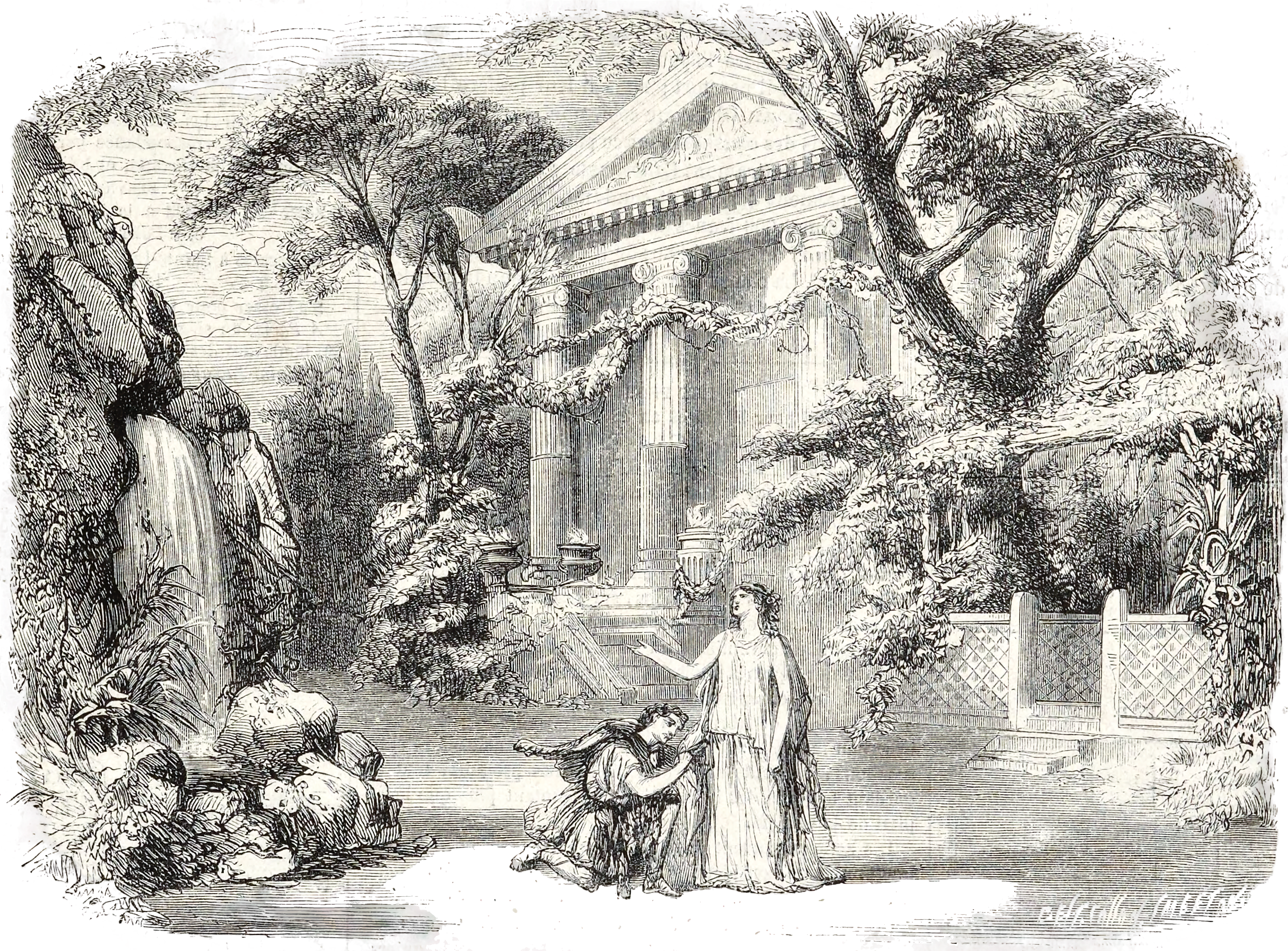
Gravure de Smeeton pour le 1er acte de la Déesse et le berger.

Le 21 février 1863, la Déesse et le Berger, successivement appelée Ariane et l’Âge d’or, pièce deux actes en collaboration avec du Locle interprétés par Victor Capoul et Mlle Baretti. Favorablement accueillie, elle disparait néanmoins subitement de l’affiche, sans motif apparent, après la dix-septième représentation. Au mois de janvier 1864, à l’ouverture, sur le boulevard Saint-Germain, de l’Athénée musical, Duprato a été choisi pour en diriger l’orchestre. Il a composé une cantate pour l’inauguration de cette salle, mais n’y est pas resté longtemps : il a disparu avec l’Athénée, transformé en théâtre des Folies-Saint-Germain. En 1866, pour récompenser sa science et son mérite, il est nommé professeur d’harmonie écrite au Conservatoire de musique et de déclamation de Paris, dont il avait été l’un des meilleurs élèves et des plus brillants lauréats. 
Entre ses cours et ses leçons, il envoie, le 24 septembre 1866, trois actes en deux pièces, le Baron de Groschaminet en un acte et Sacripant en deux actes, aux Fantaisies-Parisiennes, qui ont eu, surtout Sacripant, une brillante réussite. Cette dernière partition, écrite sur un livret de Philippe Gille, a remporté tous les suffrages et a valu à son auteur, outre l’estime des connaisseurs et du public, avec un succès d’argent au théâtre, une récompense honorable et un prix d’encouragement aux jeunes compositeurs des Fantaisies-Parisiennes de 1 000 francs, créé, en 1867, par le Ministère des Beaux-Arts. Le 29 novembre de la même année, il donne le Chanteur florentin, scène lyrique en un acte, sur la même scène, avec le même succès.
Le 21 octobre 1867, il entre à l’Opéra avec la Fiancée de Corinthe, en un seul acte, sur un livret de du Locle. Malgré un livret harmonieux et de jolies mélodies, la brièveté de l’ouvrage le vouait à l’échec. En 1869, un accident vasculaire cérébral le laisse hémiplégique Il n’en devient pas moins officiellement titulaire du cours d’harmonie et d’accompagnement pratique au Conservatoire, en 1871. Ayant également réussi, fin décembre 1871, à porter une pièce en trois actes, la Tour du Chien Vert, aux Folies Dramatiques, le succès n’est pas au rendez-vous. Le 24 mai 1874, il donne, à l’Opéra-Comique, un lever de rideau intitulé le Cerisier en un acte, sur un sujet emprunté par le librettiste, Jules Prével dans la cinquième journée de l'Heptaméron, et qui n’a connu que 17 représentations. La Fiancée de Corinthe, La Déesse et le Berger, Le Cerisier sont tombés dans l’oubli. Un opéra-comique en un acte, écrit vers 1864, pour l’Opéra-Comique, Gazouillette, venait d’être reçu à l’Athénée quand ce théâtre a disparu. Victor Capoul, qui avait connu le succès avec la Déesse et le Berger, voulant s’exercer au libretto a sollicité sa collaboration musicale pour un ouvrage intitulé le Prince noir, qui n’a été ni joué ni édité.

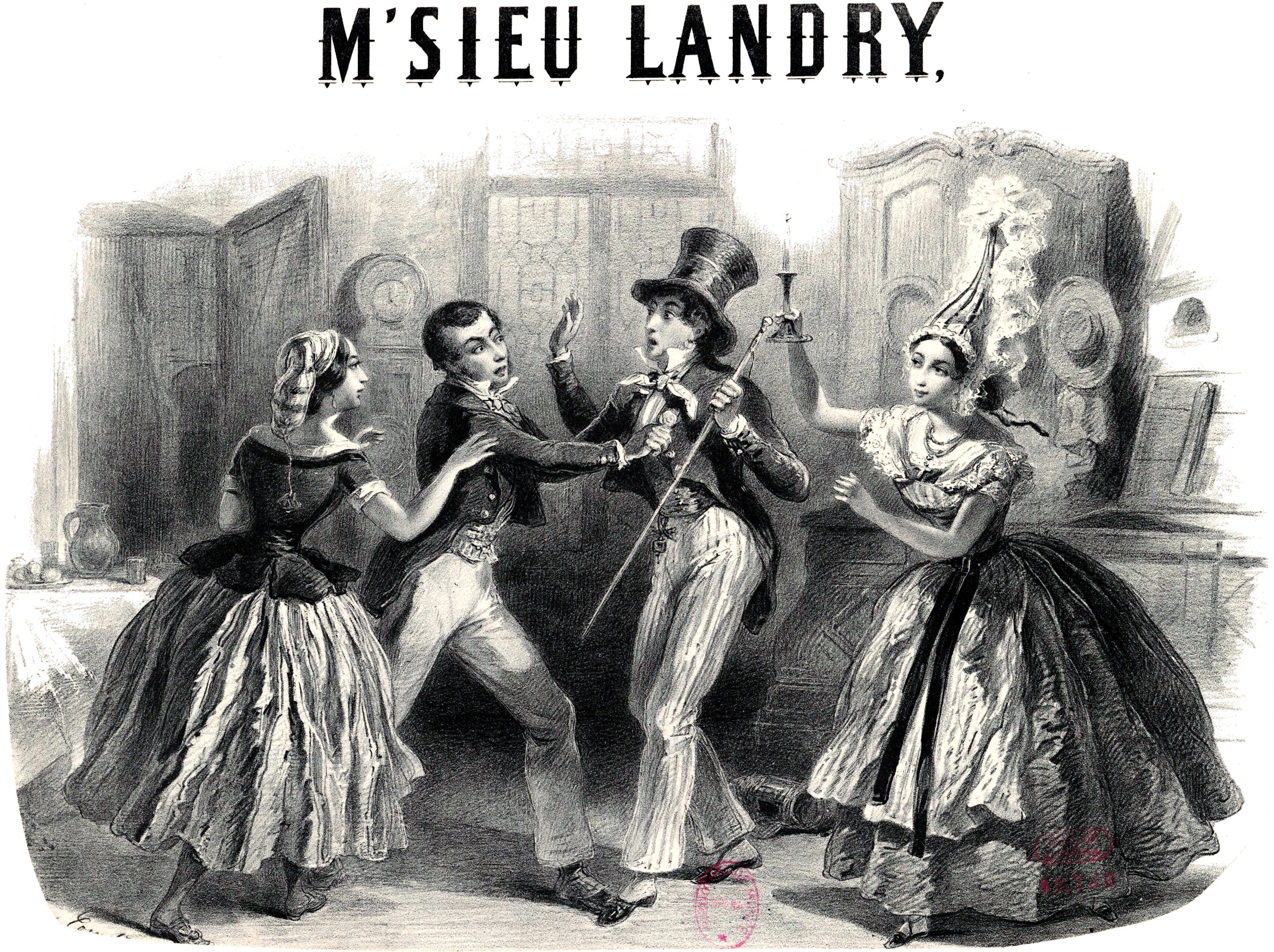
Gravure de Victor Coindre pour M'sieu Landry.

Il a également publié trois opérettes, la Reine Mozab, parue le Magasin des demoiselles, Une promenade de Marie-Thérèse et Marie Stuart au château de Lochleven, édité chez Schott. Destinées à être chantées dans les salons, elles y ont obtenu un succès de bon aloi par la finesse, l’élégance et le charme. On lui doit aussi trois chœurs écrits pour des distributions de prix de pensionnats : les Palmes, la Double Fête, les Vacances, trois morceaux mélodiques pour piano et violon, et six romances sans paroles pour piano, ainsi que des mélodies vocales, la Plainte, Mon cœur, que faut-il faire ?, la Rivière, la Maisonnette, C’est tout le contraire, ‘la Petite Madelon, le Dépit amoureux, Tout rend hommage à la beauté, Adieux à Suzon, la Fontaine de Palerme. On lui doit plusieurs arrangements de La Marseillaise, de nombreux chœurs d’hommes et une symphonie. Firmin Bernicat, Antoine Simon et Robert Planquette comptent parmi ses élèves.
Après la mort de sa mère qu’il vénérait, et dont il s’est occupé jusqu’à son dernier souffle, il épouse, le 19 juillet 1877, la poétesse Émilie Ducrey, qui a collaboré à ses travaux en lui fournissant les textes sur lesquels il a écrit sa musique la plus inspirée. En 1880, il est nommé officier d’académie dans l’ordre des Palmes académiques, et en 1886, chevalier de la Légion d’honneur. Vingt-trois ans après sa première attaque, il en subit une seconde qui l’emporte rapidement. À l’issue de ses obsèques à l’Église luthérienne de la Rédemption de la rue Chauchat, en présence de tout le Paris artistique, il est inhumé au cimetière Montmartre. Sa tombe est ornée d’un médaillon du sculpteur Gabriel-Jules Thomas. Le Gouvernement a accordé une pension annuelle de 1 200 francs à sa veuve en témoignage d’estime et de reconnaissance.